# Traboule

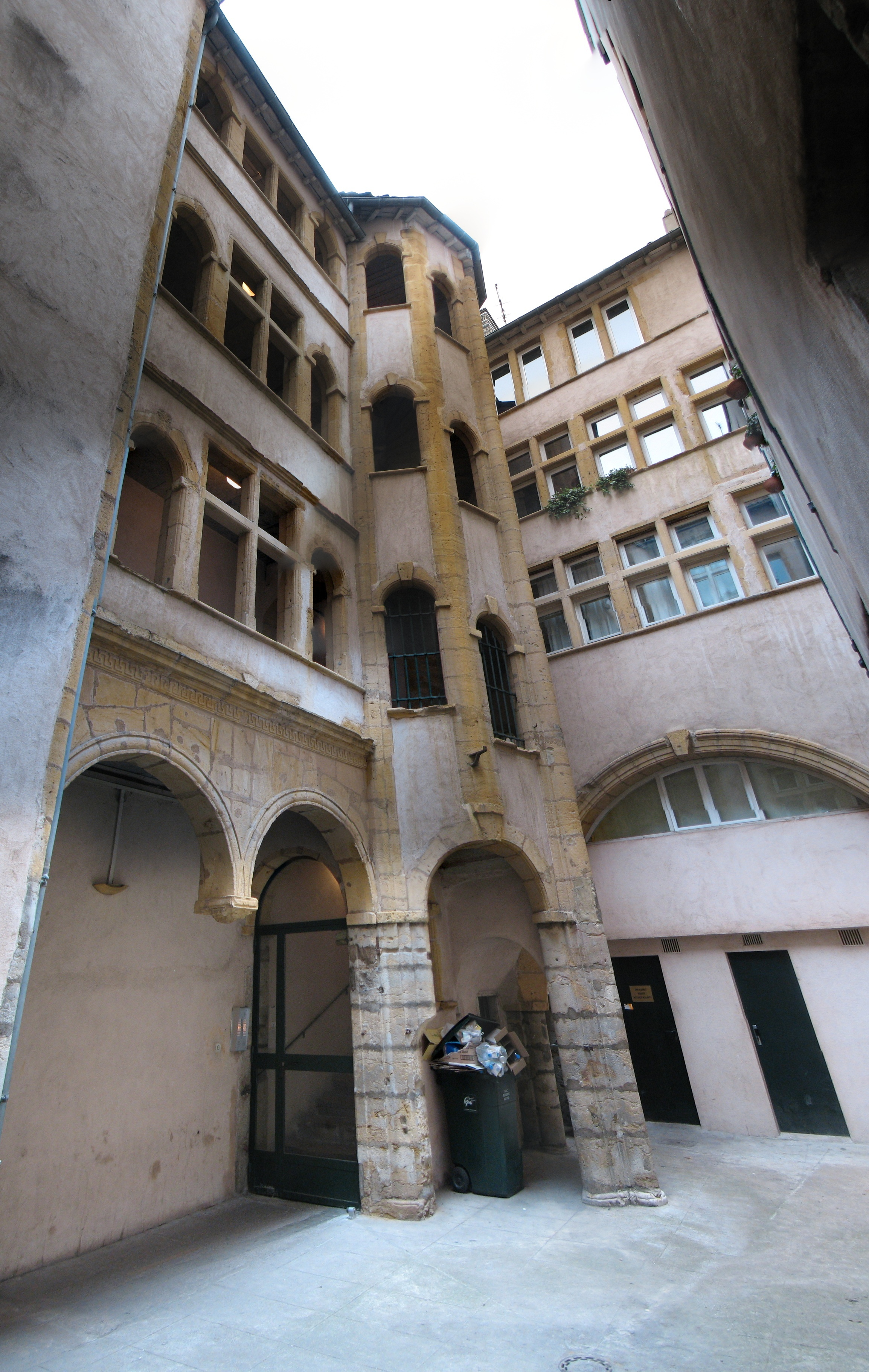
Un tipico traboule di Lione

I traboule sono elementi caratteristici dell'urbanistica di alcune città della Francia, che rimandano con particolare evidenza all'architettura delle città di Lione, Villefranche-sur-Saône, Mâcon, Chambéry e Saint-Étienne.
Si tratta di passaggi pedonali che attraversano corti private di edifici e che permettono il transito diretto da una via cittadina all'altra. Il transito attraverso i traboule consente di seguire itinerari che attraversano la città secondo percorsi alternativi e più brevi prescindendo dalla topologia viaria, e consentono inoltre di beneficiare di tratti coperti, al riparo dall'esposizione agli elementi atmosferici.

## Etimologia
Secondo lo storico Amable Audin, studioso della Lugdunum gallo-romana e primo conservatore del locale museo, l'etimologia del termine proviene dal latino volgare trabulare, a sua volta derivato dal latino classico transambulare (attraversare).

## Tipologie
Ne esistono di diversi tipi:
- traboule diretto: dall'uscita è visibile l'entrata;

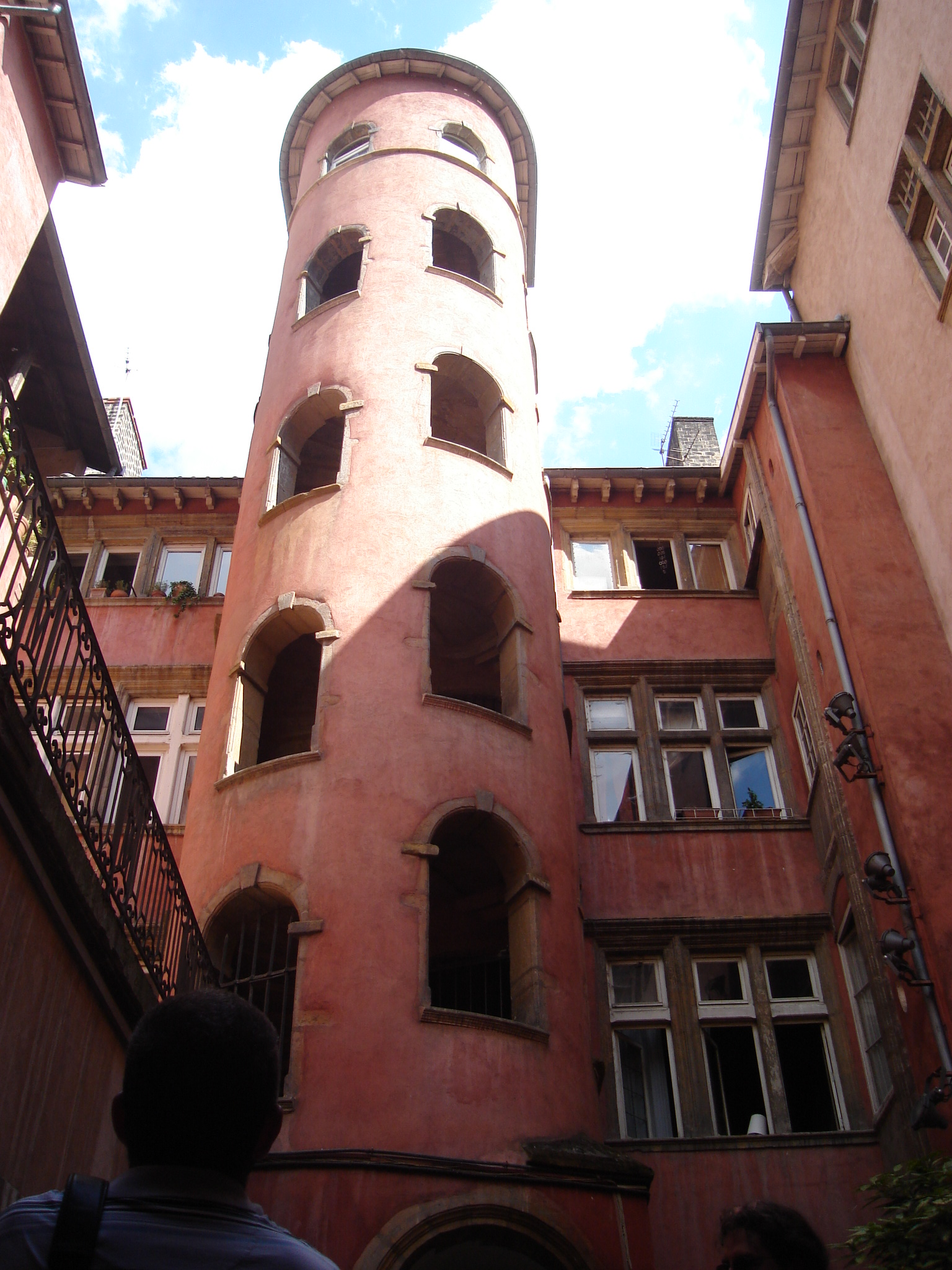
La Tour Rose di Lione

- traboule ad angolo: attraversa due o più edifici all'angolo formato da due strade;
- traboule a raggio: un cortile al centro di un isolato di abitazioni con più accessi;
- traboules a svolta.

Alcuni comportano la presenza di scale che connettono strade separate da un forte dislivello, altri assommano diverse caratteristiche.

## Accessibilità
I traboule attraversano sempre proprietà private. Ciononostante, una quarantina di essi sono liberamente attraversabili e visitabili. L'apertura al pubblico è il frutto di accordi tra le municipalità e i proprietari. La città di Lione, ad esempio, si fa carico di parte delle spese di gestione, di pulizia e del 70% dei lavori di ristrutturazione, in cambio di una servitù di passaggio.

## Utilizzi storici
I traboule hanno avuto un ruolo nella Révolte des Canuts, la sollevazione dei tessitori della seta che infiammò Lione nel 1831. Furono anche utilizzati dai partigiani della Resistenza francese durante l'Occupazione tedesca della Francia nella seconda guerra mondiale.

## Galleria d'immagini
Lione

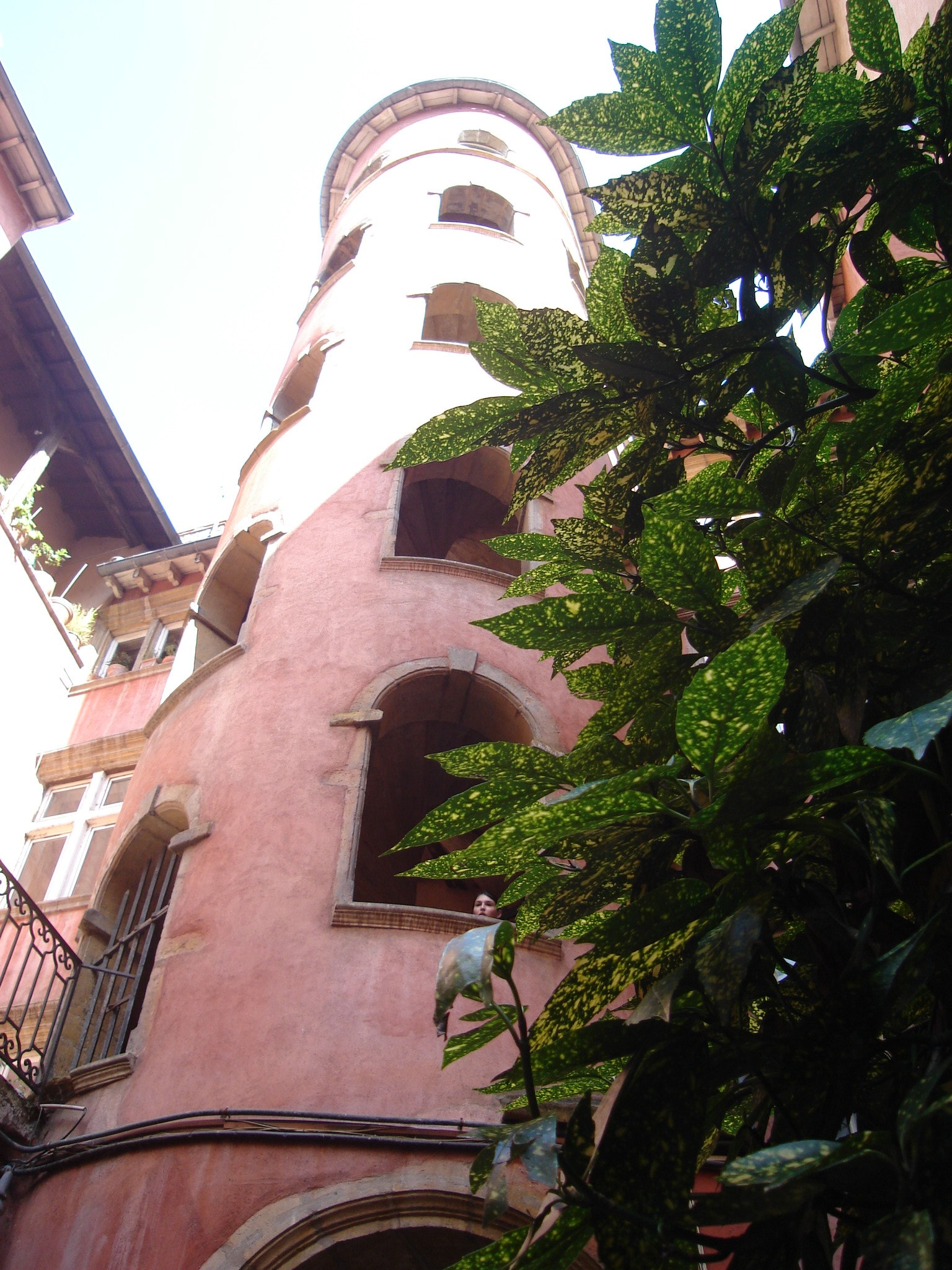
La Tour Rose di Lione
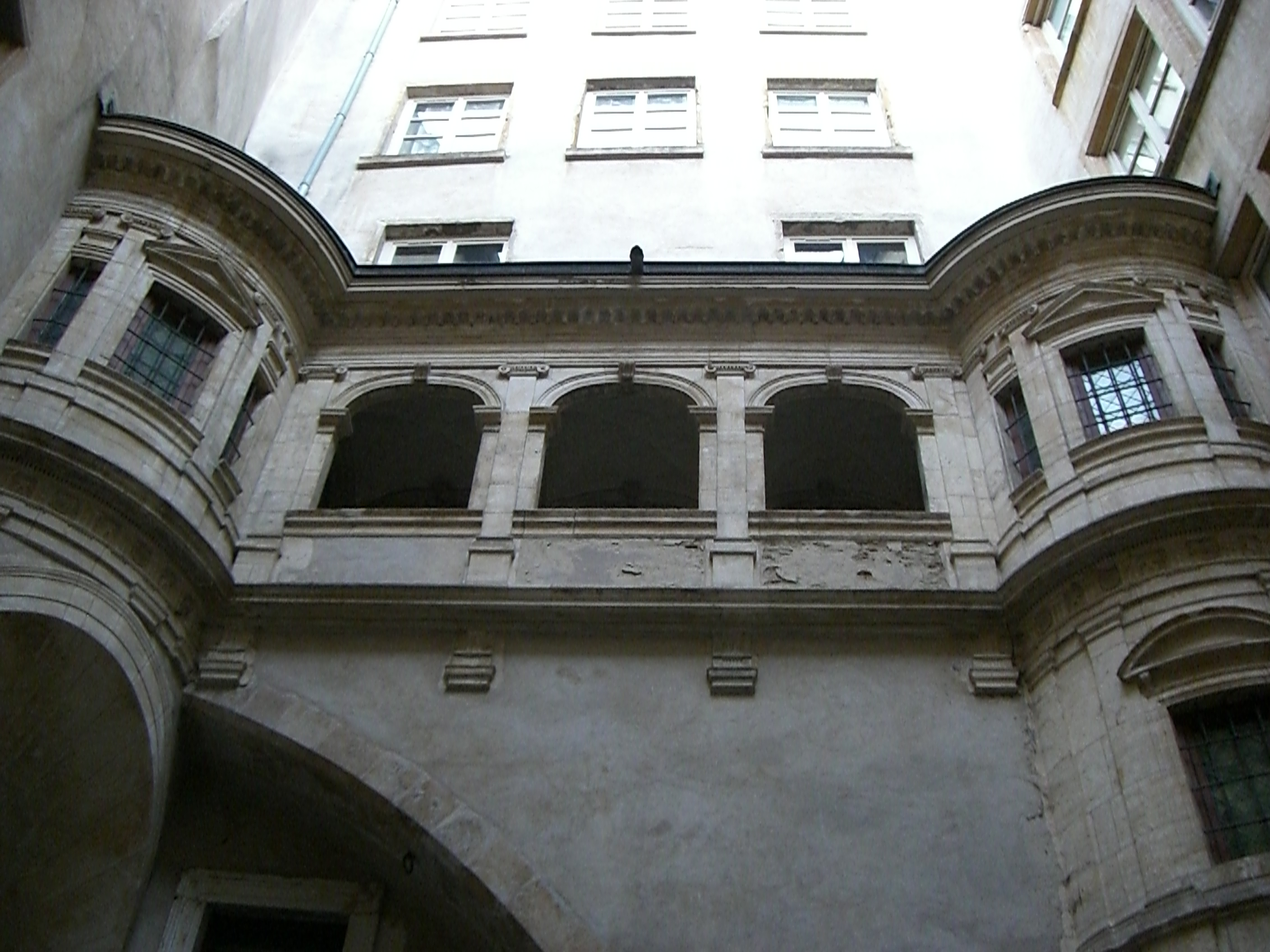
Hôtel de Bullioud
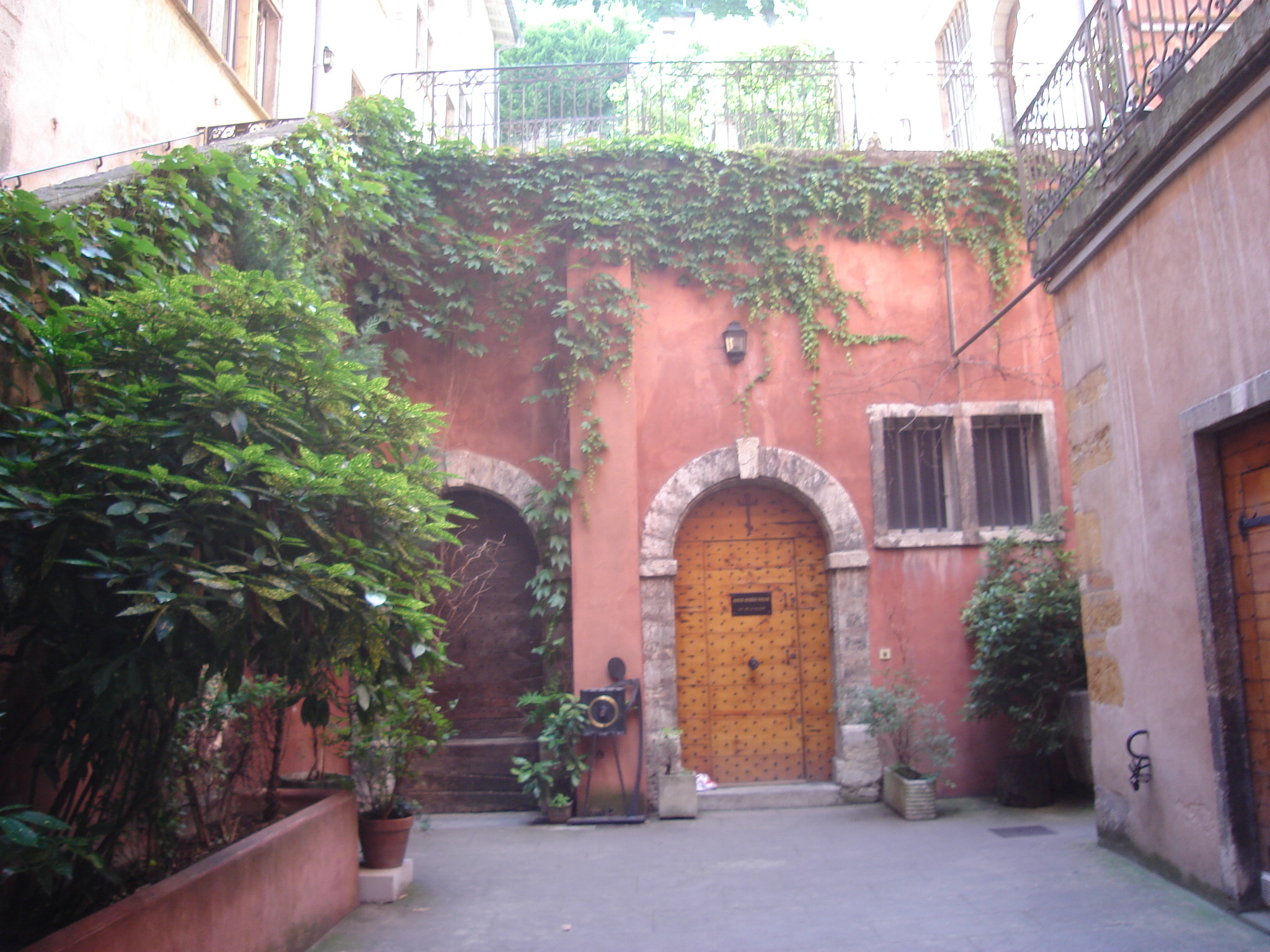
Cortile della Tour Rose
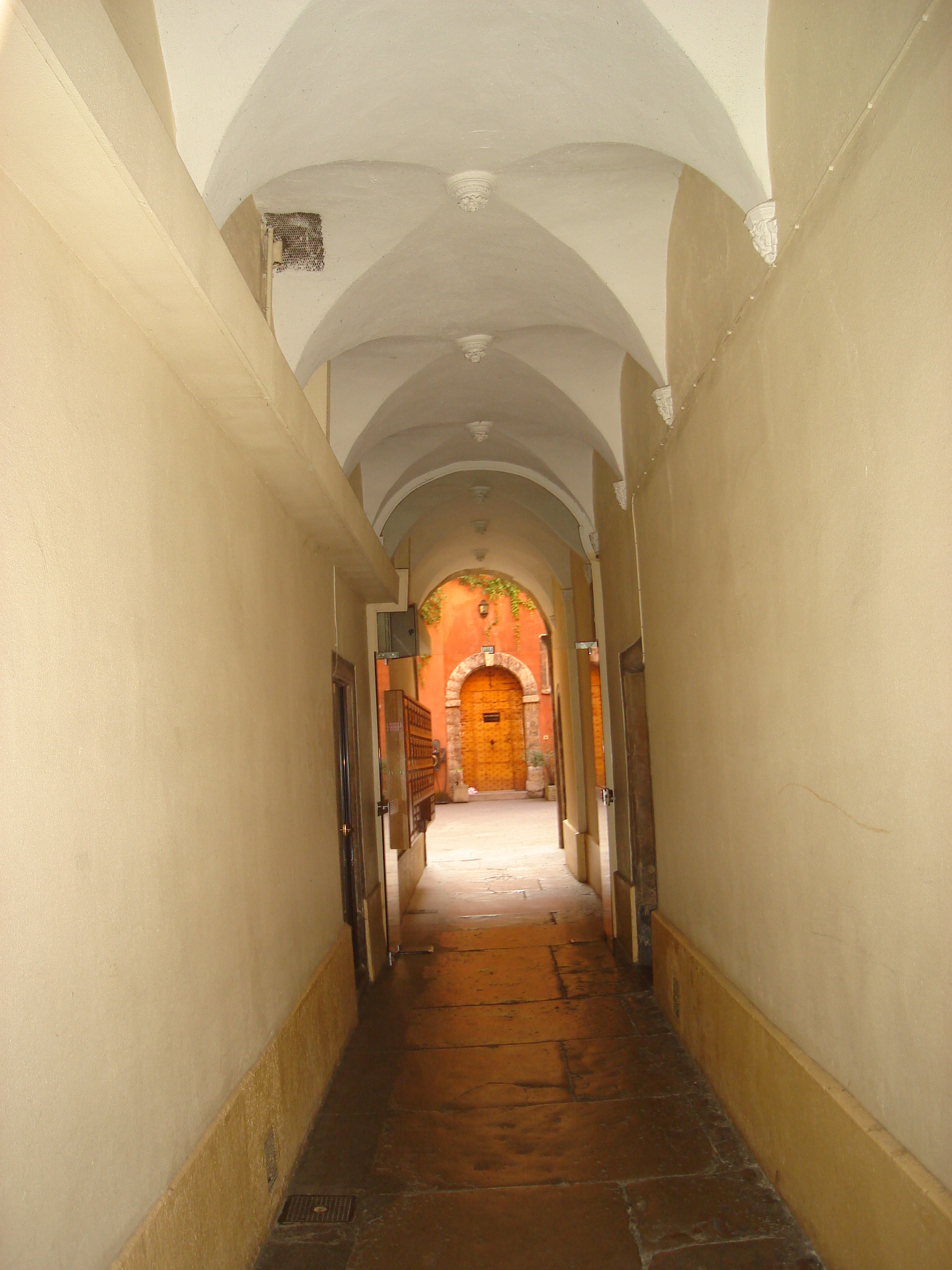
Traboule della Tour Rose
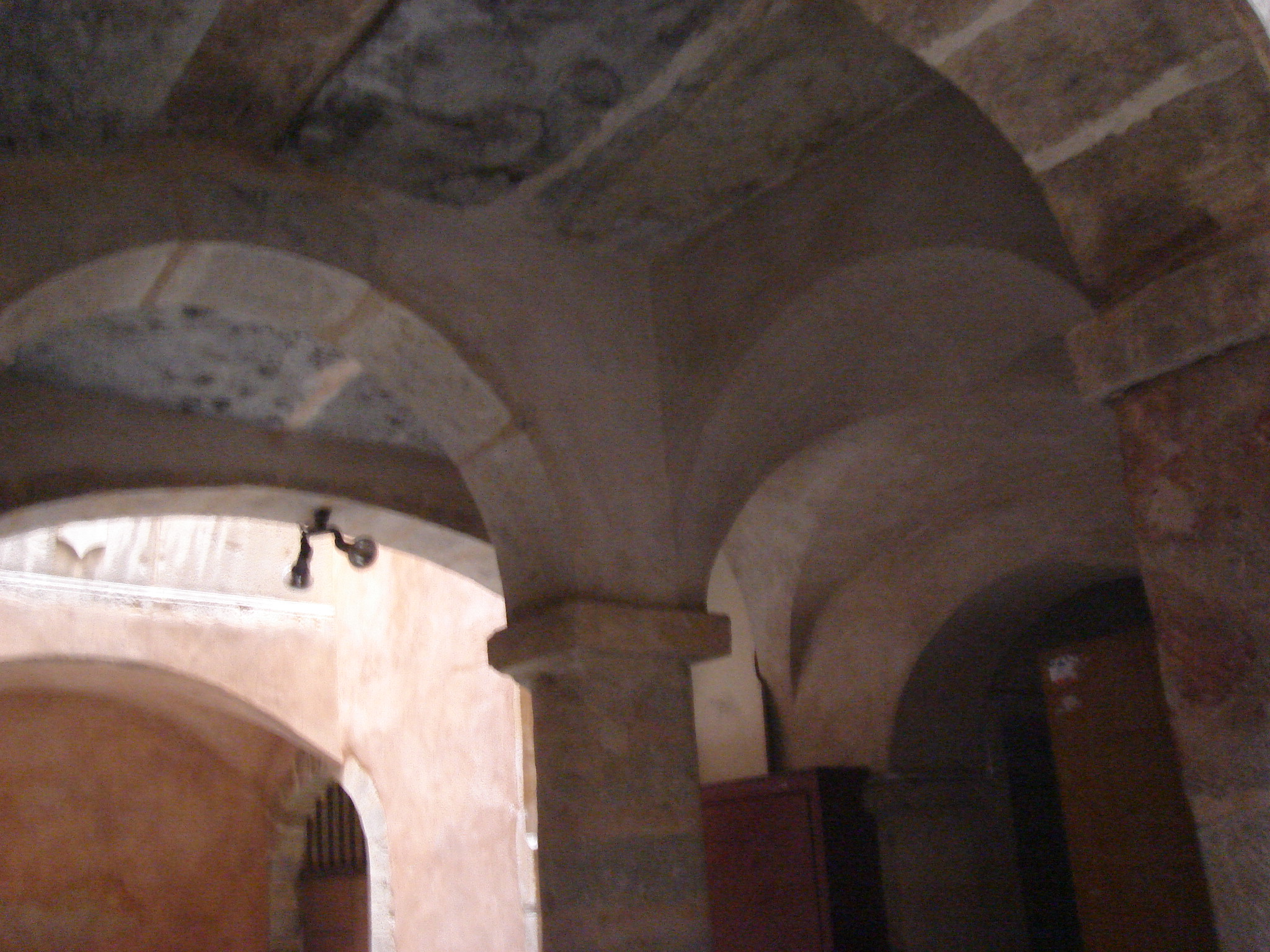
Il lungo traboule che collega rue Saint-Jean a rue du Boeuf
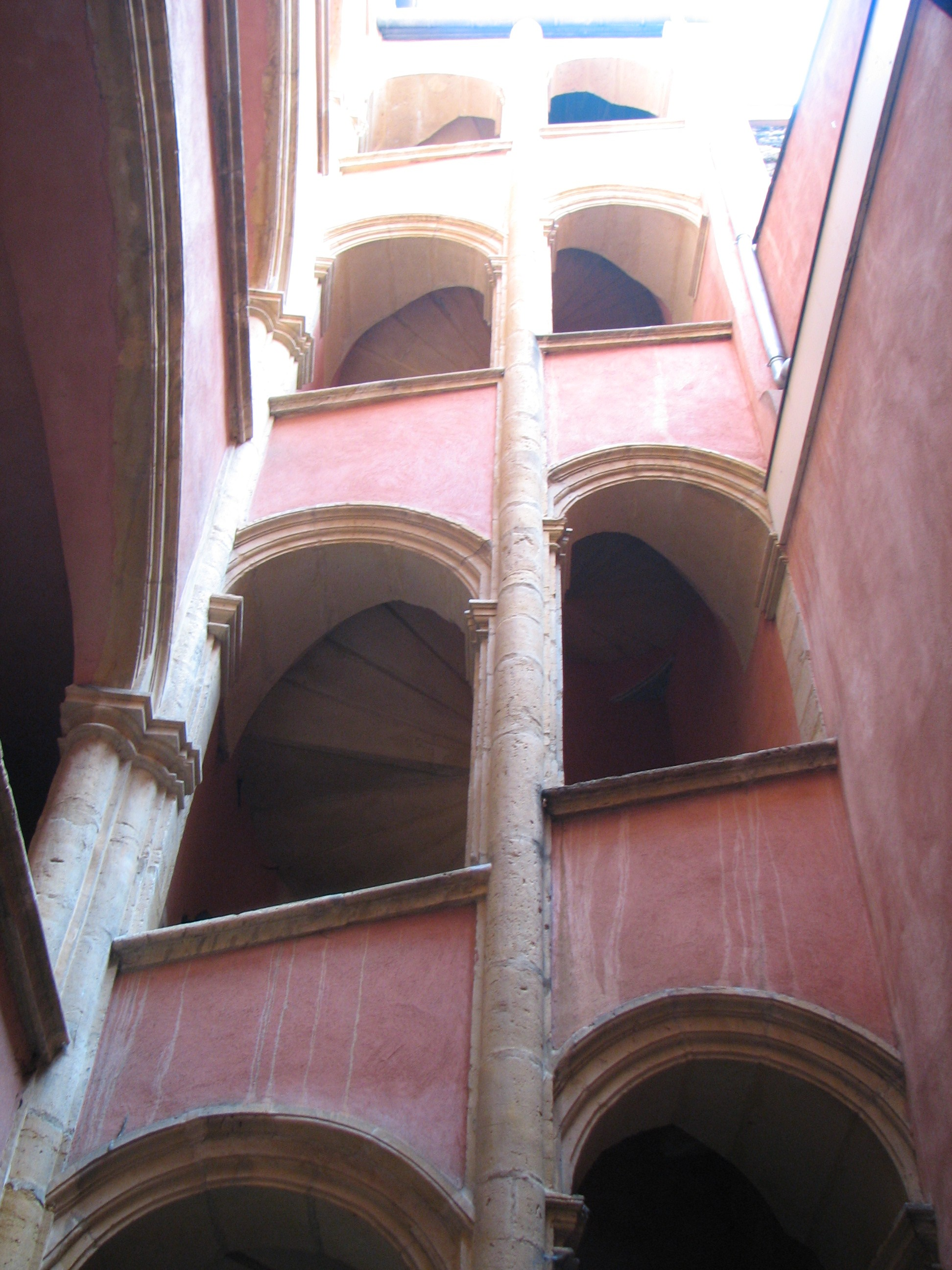
Traboule della Vecchia Lione